# جون إس. مورغان
جون إس. مورغان (بالإنجليزية: John S. Morgan)‏ هو سياسي أمريكي، ولد في 23 ديسمبر 1963 في واشنطن العاصمة في الولايات المتحدة. حزبياً، نشط في الحزب الجمهوري. وقد انتخب عضو مجلس النواب لولاية ماريلند.